# Список вулканов Антарктики
Список вулканов Антарктики составлен на основе базы данных Global Volcanism Program Смитсоновского института, которая содержит информацию о вулканах, проявлявших тот или иной вид активности, включая геотермальную, в последние 10 000 лет. Помимо Антарктиды, данный вулканический регион также включает в себя Южные Сандвичевы острова и другие островные группы, прилегающие к континенту.
Антарктическая плита, в значительной степени тектонически спокойная и асейсмичная, внутренне нарушена крупными рифтовыми структурами, которые образуют одни из крупнейших в мире щелочных вулканических провинций. Основная вулканическая деятельность Антарктики отмечается в районе активной Западно-Антарктической рифтовой системы и связанной с ней вулканической областью, а также в районе вулканического поля на севере Антарктического полуострова. Западно-Антарктическая рифтовая система, протяженностью 3200 км, сравнима по величине с более известной Восточно-Африканской рифтовой долиной. С юга рифтовая система ограничена Трансантарктическими горами. Вулканические постройки варьируются от крупных базальтовых щитов до небольших одиночных вулканических жерл; наличие континентального ледяного покрова привело к формированию бо́льшего объёма гиалокластитовых пород, чем, возможно, в любой другой субаэральной вулканической области.
Обширные океанические бассейны, окружающие Антарктиду, насчитывают около двух десятков широко разбросанных островных вулканов. Помимо этого, имеется активная островная дуга Южных Сандвичевых островов, примыкающая к Антарктической плите в южной части Атлантического океана, примерно сравнимая по размеру с островной дугой в Карибском море.

## Введение
Антарктида не была открыта исследователями до XIX века, однако несколько близлежащих к ней островных групп были известны ранее. Самые северные из этих островов, Южные Сандвичевы острова, относящиеся к Южно-Антильскому хребту, были обнаружены во время путешествий капитана Джеймса Кука в 1772—1775 годах. Один из островов этого архипелага, остров Завадовского, был открыт Беллинсгаузеном в 1819 году. В этот момент вершина острова извергла облако чёрного пепла. В последующие годы на этих островах были зафиксированы ещё несколько извержений; так, зверобойные суда между 1825 и 1828 годами задокументировали извержение на острове Десепшен, чья естественная гавань представляет собой затопленную кальдеру, возникшую в результате крупного извержения около 10 000 лет назад. В 1839 году произошло извержение на островах Баллени, которое было замечено китобоями. Спустя два года впервые было отмечено извержение Эребуса — самого активного вулкана в регионе. Кроме того, Эребус — один из немногих вулканов, имеющих постоянное лавовое озеро в кратере.
В следующие 60 лет серьёзного изучения Антарктиды не проводилось, хотя китобойные суда продолжали работать в этом регионе. Исследования и экспедиции возобновились в конце XIX века, а следующие два десятилетия стали известны как «Героический век» антарктических исследований. Дальнейшие исследования между мировыми войнами, во время Международного геофизического года и с момента подписания Договора об Антарктике в 1961 году внесли большой вклад в изучение этого региона, однако стало понятно, что исторические записи вулканизма в Антарктике являются краткими и неполными.
Антарктика, несмотря на свои большие размеры, уступает большинству вулканически активных регионов планеты по числу датированных извержений. В регионе не было обнаружено следов крупных голоценовых извержений (от 4 баллов по шкале VEI) за исключением, возможно, подледниковых отложений тефры объёмом 0,19—0,31 км³ в районе гор Хадсон. Извержение могло произойти около 200 года до н. э., если судить по информации, полученной в результате исследований ледовой толщи. Антарктида не имеет постоянного населения, а численность временного населения невелика, вследствие этого Антарктический регион — единственный вулканический регион, где не было зафиксировано ни одного извержения, которое привело бы к гибели людей.
Геологическое изучение Антарктиды и точное датирование извержений прошлого затруднено — бо́льшая часть региона покрыта толстым слоем льда, антарктические вулканы труднодоступны, а древесина, необходимая для радиоуглеродного датирования, не растёт в экстремальном климате — именно поэтому в данном регионе самая большая доля вулканов с неопределённым статусом. Спутниковые снимки, однако, помогают документировать недавнюю вулканическую активность, которая в противном случае оставалась бы незамеченной. Данные с научно-исследовательского спутника НАСА «Терра» позволили выявить взрывные и эффузивные извержения, произошедшие в XXI веке, на покрытом льдом острове Монтагью в архипелаге Южных Сандвичевых островах. Антарктический ледяной щит оказался ценным ресурсом для детального датирования ледяных кернов, которые содержат пепловые и аэрозольные слои как от антарктических, так и от отдалённых вулканов и предоставляют важную информацию о влиянии вулканизма на глобальный климат в течение голоцена.
В 2017 году учёные обнаружили в Западной Антарктиде 91 ранее неизвестный подлёдный вулкан, бо́льшая часть из которых сконцентрирована и ориентирована вдоль центральной оси Западно-Антарктической рифтовой системы. Дальнейшие исследования позволят судить о возможной активности этих вулканов и о их вероятном влиянии на ледниковый покров Западной Антарктиды. Так как подтверждённой информации о прошлой активности обнаруженных вулканов нет, они не включены в представленный список. Помимо них не включены и другие вулканические объекты, например, самый высокий вулкан Антарктиды — Сидли, которые не проявляли достоверную активность в голоцене.

## Список вулканов
| Вулканы Южных Сандвичевых островов | Вулканы в районе Территории Росса                     |
| ---------------------------------- | ----------------------------------------------------- |
| 10 13 20 24 29 37 40 44 57         | 1 4 7 16 17 18 22 26 27 30 36 38 39 48 49 51 52 53 55 |

| №  | Изображение | Название                                                                    | Координаты                       | Высота, м  | Форма                  | Последнее извержение            | VEI        |
| -- | ----------- | --------------------------------------------------------------------------- | -------------------------------- | ---------- | ---------------------- | ------------------------------- | ---------- |
| 1  |             | Адэр (полуостров) (англ. Adare Peninsula)                                   | 71°42′ ю. ш. 170°36′ в. д.       | 2083       | Щитовой вулкан         | Плейстоцен                      | Неизвестно |
| 2  |             | Андрус (англ. Mount Andrus)                                                 | 75°48′00″ ю. ш. 132°19′48″ з. д. | 2978       | Щитовой вулкан         | Неизвестно                      | Неизвестно |
| 3  |             | Арго-Пойнт (англ. Argo Point)                                               | 66°15′00″ ю. ш. 60°55′12″ з. д.  | 360        | Пирокластический конус | Плейстоцен                      | Неизвестно |
| 4  |             | Остров Бофорта (англ. Beaufort Island)                                      | 76°58′48″ ю. ш. 167°01′12″ в. д. | 740        | Стратовулкан           | Плейстоцен                      | Неизвестно |
| 5  |             | Полуостров Бетховена (англ. Beethoven Peninsula)                            | 71°33′00″ ю. ш. 73°25′12″ з. д.  | 1050       | Вулканическое поле     | Плейстоцен                      | Неизвестно |
| 6  |             | Берлин (англ. Mount Berlin)                                                 | 76°03′ ю. ш. 136°00′ з. д.       | 3478       | Щитовой вулкан         | 8350 лет до н. э.               | 5          |
| 7  |             | Блэк (англ. Black Island)                                                   | 78°13′12″ ю. ш. 166°19′48″ в. д. | 1041       | Пирокластический конус | Плейстоцен                      | Неизвестно |
| 8  |             | Брабант (англ. Brabant Island)                                              | 64°16′48″ ю. ш. 62°19′48″ з. д.  | 2522       | Вулканическое поле     | Плейстоцен                      | Неизвестно |
| 9  |             | Бриджмен (англ. Bridgeman Island)                                           | 62°03′39″ ю. ш. 56°43′01″ з. д.  | 240        | Стратовулкан           | Неизвестно                      | Неизвестно |
| 10 |             | Бристол (англ. Bristol Island)                                              | 59°01′01″ ю. ш. 26°31′58″ з. д.  | 1100       | Стратовулкан           | 2016 год                        | 3          |
| 11 |             | Бакл (англ. Buckle Island)                                                  | 66°46′48″ ю. ш. 163°15′00″ в. д. | 1239       | Стратовулкан           | 1899 год                        | 2          |
| 12 |             | Берси (англ. Mount Bursey)                                                  | 76°00′00″ ю. ш. 132°40′12″ з. д. | 2787       | Щитовой вулкан         | Плейстоцен                      | Неизвестно |
| 13 |             | Кейндлмас (англ. Candlemas Island)                                          | 57°04′48″ ю. ш. 26°40′12″ з. д.  | 550        | Стратовулкан           | 1911 год                        | 2          |
| 14 |             | Крери (горы) (англ. Crary Mountains)                                        | 76°41′01″ ю. ш. 117°43′01″ з. д. | 3654       | Щитовой вулкан         | Плейстоцен                      | Неизвестно |
| 15 |             | Десепшен (англ. Deception)                                                  | 63°00′03″ ю. ш. 60°39′07″ з. д.  | 602        | Кальдера               | 1970 год                        | 6          |
| 16 |             | Дискавери (англ. Mount Discovery)                                           | 78°22′26″ ю. ш. 165°00′54″ в. д. | 2578       | Стратовулкан           | Плейстоцен                      | Неизвестно |
| 17 |             | Эребус (англ. Mount Erebus)                                                 | 77°31′48″ ю. ш. 167°10′12″ в. д. | 3794       | Стратовулкан           | 2017 год (продолжается)         | 6          |
| 18 |             | Франклин (англ. Franklin Island)                                            | 76°10′12″ ю. ш. 168°22′48″ в. д. | 247        | Щитовой вулкан         | Плейстоцен                      | Неизвестно |
| 19 |             | Гауссберг (англ. Gaussberg)                                                 | 66°46′48″ ю. ш. 89°18′00″ в. д.  | 370        | Конус                  | Плейстоцен                      | Неизвестно |
| 20 |             | Ходсон (англ. Mount Hodson)                                                 | 56°42′43″ ю. ш. 27°10′33″ з. д.  | 835        | Стратовулкан           | Неизвестно, возможно 1930 год   | Неизвестно |
| 21 |             | Хадсон (англ. Hudson Mountains)                                             | 74°19′48″ ю. ш. 99°25′12″ з. д.  | 749        | Стратовулкан           | 210 лет до н. э.                | 4          |
| 22 |             | Хат-Пойнт (англ. Hut Point Peninsula)                                       | 77°45′ ю. ш. 166°45′ в. д.       | 431        | Пирокластический конус | Плейстоцен                      | Неизвестно |
| 23 |             | Остров Джеймса Росса (англ. James Ross Island)                              | 64°09′ ю. ш. 57°45′ з. д.        | 1630       | Щитовой вулкан         | Неизвестно                      | Неизвестно |
| 24 |             | Остров Лескова (англ. Leskov Island)                                        | 56°39′21″ ю. ш. 28°08′24″ з. д.  | 190        | Стратовулкан           | Неизвестно, возможно в голоцене | Неизвестно |
| 25 |             | Острова Ливингстон — Гринвич (англ. Livingston-Greenwich Islands)           | 62°31′12″ ю. ш. 60°01′12″ з. д.  | 530        | Туфовый конус          | Плейстоцен                      | Неизвестно |
| 26 |             | Мейсон (англ. Mason Spur)                                                   | 78°34′48″ ю. ш. 164°22′12″ в. д. | Неизвестно | Вулканический купол    | Плейстоцен                      | Неизвестно |
| 27 |             | Мельбурн (англ. Mount Melbourne)                                            | 74°21′ ю. ш. 164°42′ в. д.       | 2732       | Стратовулкан           | 1892 год                        | Неизвестно |
| 28 |             | Мелвилл (англ. Melville)                                                    | 62°01′12″ ю. ш. 57°40′12″ з. д.  | 549        | Стратовулкан           | Неизвестно                      | Неизвестно |
| 29 |             | Монтагью (англ. Montagu Island)                                             | 58°26′42″ ю. ш. 26°22′26″ з. д.  | 1370       | Щитовой вулкан         | 2007 год                        | 1          |
| 30 |             | Морнинг (англ. Mount Morning)                                               | 78°30′12″ ю. ш. 163°31′48″ в. д. | 2723       | Щитовой вулкан         | Неизвестно                      | Неизвестно |
| 31 |             | Мерфи (англ. Mount Murphy)                                                  | 75°22′12″ ю. ш. 110°40′12″ з. д. | 2703       | Щитовой вулкан         | Плейстоцен                      | Неизвестно |
| 32 |             | Обильо (англ. Mount Obiglio)                                                | 74°27′28″ ю. ш. 131°50′52″ з. д. | 488        | Пирокластический конус | Плейстоцен                      | Неизвестно |
| 33 |             | Паулет (англ. Paulet Volcano)                                               | 63°34′44″ ю. ш. 55°56′48″ з. д.  | 353        | Пирокластический конус | Неизвестно, возможно 1850 год   | Неизвестно |
| 34 |             | Пенгуин (англ. Penguin Island)                                              | 62°06′00″ ю. ш. 57°55′48″ з. д.  | 180        | Стратовулкан           | 1905 год                        | Неизвестно |
| 35 |             | Остров Петра I (англ. Peter I Island)                                       | 68°51′00″ ю. ш. 90°34′48″ з. д.  | 1640       | Щитовой вулкан         | Неизвестно                      | Неизвестно |
| 36 |             | Плеяды (англ. The Pleiades)                                                 | 72°40′12″ ю. ш. 165°30′00″ в. д. | 3040       | Стратовулкан           | 1050 лет до н. э.               | Неизвестно |
| 37 |             | Протектор (англ. Protector Seamounts)                                       | 55°54′43″ ю. ш. 28°10′01″ з. д.  | -55        | Подводный вулкан       | 1962 год                        | 0          |
| 38 |             | Ритман (нем. Mount Rittmann)                                                | 73°27′ ю. ш. 165°30′ в. д.       | 2600       | Щитовой вулкан         | Плейстоцен                      | Неизвестно |
| 39 |             | Ройал-Сосайети (англ. Royal Society Range)                                  | 78°15′00″ ю. ш. 163°19′48″ в. д. | 3000       | Пирокластический конус | Неизвестно                      | Неизвестно |
| 40 |             | Сондерс (англ. Saunders Island)                                             | 57°48′00″ ю. ш. 26°28′58″ з. д.  | 843        | Стратовулкан           | 2015 год                        | 2          |
| 41 |             | Сил-Нунатакс (англ. Seal Nunataks)                                          | 65°01′48″ ю. ш. 60°03′48″ з. д.  | 368        | Пирокластический конус | Неизвестно, возможно 1980 год   | Неизвестно |
| 42 |             | Шепард (англ. Shepard Island)                                               | 74°25′26″ ю. ш. 132°33′00″ з. д. | 487        | Туфовый конус          | Плейстоцен                      | Неизвестно |
| 43 |             | Сайпл (англ. Mount Siple)                                                   | 73°25′48″ ю. ш. 126°40′12″ з. д. | 3110       | Щитовой вулкан         | Неизвестно                      | Неизвестно |
| 44 |             | Саутерн-Туле (англ. Southern Thule)                                         | 59°26′31″ ю. ш. 27°13′30″ з. д.  | 1075       | Стратовулкан           | 1975 год                        | 1          |
| 45 |             | Стердж (англ. Sturge Island)                                                | 67°24′00″ ю. ш. 164°49′48″ в. д. | 1167       | Стратовулкан           | Неизвестно                      | Неизвестно |
| 46 |             | Табарин (полуостров) (англ. Tabarin Peninsula)                              | 63°36′ ю. ш. 57°00′ з. д.        | 730        | Возможно, щитовой      | Плейстоцен                      | Неизвестно |
| 47 |             | Такахе (англ. Mount Takahe)                                                 | 76°16′48″ ю. ш. 112°04′48″ з. д. | 3460       | Щитовой вулкан         | 5550 лет до н. э.               | Неизвестно |
| 48 |             | Тейлор (англ. Taylor Valley)                                                | 77°44′52″ ю. ш. 161°31′33″ в. д. | 1489       | Пирокластический конус | Плейстоцен                      | Неизвестно |
| 49 |             | Террор (англ. Mount Terror)                                                 | 77°31′12″ ю. ш. 168°33′00″ в. д. | 3262       | Щитовой вулкан         | Плейстоцен                      | Неизвестно |
| 50 |             | Тоней (англ. Toney Mountain)                                                | 75°48′00″ ю. ш. 115°49′48″ з. д. | 3595       | Щитовой вулкан         | Неизвестно                      | Неизвестно |
| 51 |             | Предгорья Трансантарктических гор (англ. Transantarctic Mountain Foothills) | 78°00′00″ ю. ш. 163°49′48″ в. д. | Неизвестно | Неизвестно             | Плейстоцен                      | Неизвестно |
| 52 |             | Безымянный (англ. Unnamed)                                                  | 73°27′00″ ю. ш. 164°34′48″ в. д. | 2987       | Пирокластический конус | Плейстоцен                      | Неизвестно |
| 53 |             | Безымянный (подводный вулкан) (англ. Unnamed)                               | 76°49′48″ ю. ш. 163°00′00″ в. д. | -500       | Подводный вулкан       | Неизвестно                      | Неизвестно |
| 54 |             | Ваше (англ. Mount Waesche)                                                  | 77°10′12″ ю. ш. 126°52′48″ з. д. | 3292       | Щитовой вулкан         | Неизвестно                      | Неизвестно |
| 55 |             | Уайт (англ. White Island)                                                   | 78°10′12″ ю. ш. 167°30′00″ в. д. | 762        | Щитовой вулкан         | Плейстоцен                      | Неизвестно |
| 56 |             | Янг (англ. Young Island)                                                    | 66°25′12″ ю. ш. 162°28′12″ в. д. | 1340       | Стратовулкан           | Около 1,7 млн лет назад         | 7          |
| 57 |             | Остров Завадовского (англ. Zavodovski Island)                               | 56°18′00″ ю. ш. 27°34′12″ з. д.  | 551        | Стратовулкан           | 2016 год                        | 2          |

## Комментарии
1. ↑  Список отсортирован согласно оригинальным названиям в источнике.
2. ↑  Здесь приведена сила наиболее мощного известного извержения конкретного вулкана по шкале VEI, где 0 — невзрывное извержение с объёмом выброшенного материала менее 104 м³, а 8 — колоссальное извержение, с объёмом выбросов более 1000 км³.